# الدوري السويدي الدرجة الثانية 1962
الدوري السويدي الدرجة الثانية 1962 (بالسويدية: Division II i fotboll 1962)‏ هو موسم من الدوري السويدي الدرجة الثانية. فاز فيه IFK Holmsund ‏.